# Ilja Jašin
Ilja Valerjevič Jašin (rusky Илья́ Вале́рьевич Я́шин; * 29. června 1983 Moskva) je bývalý ruský politický vězeň, opoziční politik, aktivista a blogger, jeden z lídrů politické strany Republikánská strana Ruska – Strana národní svobody (RPR-PARNAS). Je otevřeným kritikem prezidenta Vladimira Putina. V prosinci 2022 byl potrestán osmi a půl roky vězení za své údajné zločiny (šíření tzv. nepravdivých informací o ruské armádě, které spočívalo v tom, že upozorňoval na její válečné zločiny, jako je masakr v Buči). 
Dne 1. srpna 2024 byl v rámci výměny vězňů mezi Ruskem a Západem propuštěn z vězení a odletěl do Německa.

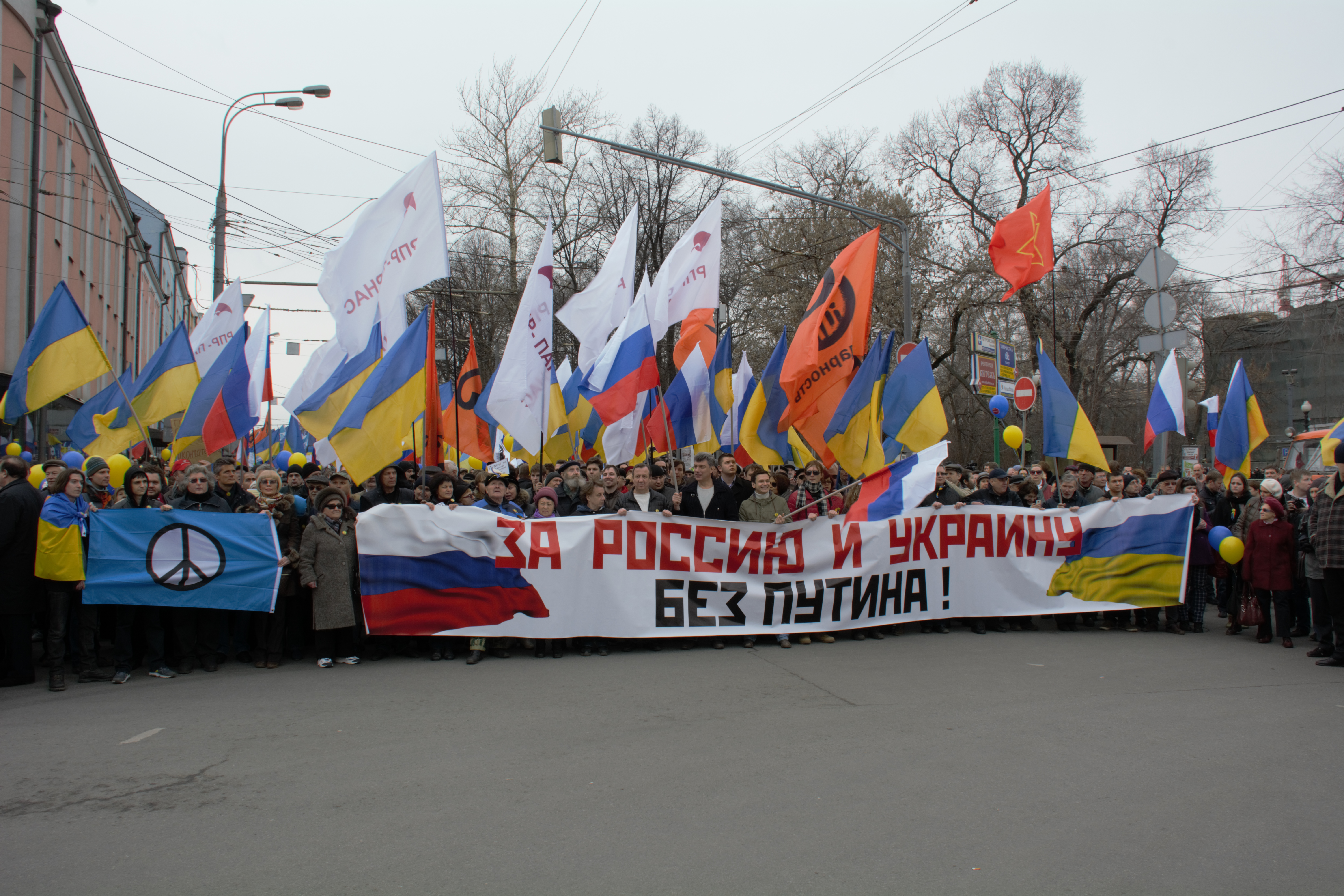
Jašin vedle Borise Němcova během protestu proti ruské anexi Krymu, Moskva, 15. březen 2014

## Životopis
Narodil se v Moskvě. Po studiu na střední škole studoval od roku 2000 politologii na moskevské univerzitě MNEPU. Obhájil v roce 2005 s diplomovou prací na téma organizace pouličních protestů. Od roku 2007 studoval politologii na moskevské Vyšší odborné škole ekonomické (HSE). V letech 2002 až 2006 byl asistentem poslance moskevského zastupitelstva.
Od roku 2005 psal sloupky do liberálních novin Novaja gazeta, jeho sloupky byly publikovány i v dalších ruských novinách a časopisech.
Je svobodný, v letech 2011 a 2012 byla jeho přítelkyní moderátorka a politická aktivistka Xenija Sobčaková.

## Politické působení
Již od mládí byl prodemokratickým aktivistou a účastnil se protestních shromáždění v Rusku i Bělorusku, v obou zemích se dostal do vězení. V letech 2000–2008 byl lídrem mládežnického křídla strany Jabloko, poté se angažoval v hnutí Solidarita.
V roce 2009 se chytil do pasti, kterou na něj v podobě mladé svůdkyně nalíčila tajná služba. Jašina i další opozičníky žena vodila do svého bytu, ve kterém byly nainstalovány skryté kamery a mikrofony.
Dne 31. prosince 2010 byl zatčen při demonstraci hnutí Strategie-31, zadržen byl po 15 dní. Organizace Amnesty International jej označila za vězně svědomí. Ve stejný rok vyzval Vladimira Putina k odchodu v rámci kampaně „Putin musí odejít“.
Později byl Jašin spolu s dalším opozičním politikem Alexejem Navalným zatčen za neuposlechnutí policie při povolební demonstraci 5. prosince 2011, zadržováni byli opět 15 dní. Dále byl Jašin za účast na demonstracích či jejich přípravu opakovaně krátkodobě zadržen, např. v lednu, březnu  nebo říjnu roku 2012.
V prosinci 2014 vyhrál s Alexejem Navalným u Evropského soudu pro lidská práva ve Štrasburku spor proti Rusku. Podle soudu je protiprávně zadrželo při povoleném protestním pochodu po parlamentních volbách v prosinci 2011, a porušilo tak mj. právo na shromažďování a svobodu projevu. Rusku bylo nařízeno vyplatit oběma politikům po 26 tisících eur (asi 713 tis. Kč).
Koncem února byl zavražděn jeho kolega a předák ruské opozice Boris Němcov, který podle svých slov nasbíral materiály o rozpoutání války na Ukrajině Putinem. Pod Němcovovým názvem „Putin. Válka (rus. Путин. Война)“ vyšla v minimálním nákladu dvou tisíc výtisků 64stránková zpráva, kterou podle těchto materiálů vypracovala skupina expertů pod vedením právě Ilji Jašina. Toho krátce před svou smrtí požádal sám Němcov o pomoc s jejím dopracováním.
V únoru 2016 vydal zprávu kritizující vliv a činnost čečenského prezidenta Ramzana Kadyrova, který je podle Jašina zodpovědný za smrt Němcova. Kadyrov podle něj také zneužívá federální dotace a buduje si osobní armádu o síle asi 30 tisíc mužů, čímž se jeho režim stává časovanou bombou a ohrožením ruské národní bezpečnosti. „Čečensko se stalo islámským státem uvnitř Ruska,“ uvedl Jašin.
V březnu 2022 odsoudil ruskou invazi na Ukrajinu a prohlásil, že zůstane v Rusku a bude dál veřejně projevovat své protiválečné postoje a upozorňovat na jednání ruské vlády, přestože mu hrozí, že bude zatčen a uvězněn.
V červnu 2022 byl Jašin zatčen. Úřady ho vinily z toho, že v době ruské invaze na Ukrajinu na internetu upozorňoval na zabíjení civilistů v ukrajinském městě Buča. O činnosti ruské armády podle obvinění vědomě šířil lživé informace, přestože si byl vědom, že „Rusko podniká opatření na podporu míru a bezpečnosti“. Prokuratura pro něj požadovala devět let vězení. Dne 9. prosince 2022 byl Jašin odsouzen k osmi a půl letům vězení.
Dne 19. dubna 2023 bylo u soudu v Moskvě zamítnuto Jašinovo odvolání proti osmiapůlletému trestu. Ve svém projevu před soudem Jašin s odkazem na zatykač, který na Putina vydal Mezinárodní trestní soud v Haagu, označil Putina za hledaného válečného zločince, a dále uvedl, že Putinovy zákony o trestní odpovědnosti za šíření „nepravdivých informací“ o ruských ozbrojených silách porušují stále platnou ruskou ústavu z roku 1993, která zakotvuje právo na svobodu projevu a výslovně zakazuje cenzuru.
Dne 1. srpna 2024 byl v rámci výměny vězňů mezi Ruskem a Západem propuštěn z vězení. S dalšími 12 propuštěnými, mezi nimiž byl také další opozičník Vladimir Kara-Murza, předseda výboru střediska pro lidská práva Memorial Oleg Orlov nebo několik spolupracovníků někdejšího opozičního předáka Alexeje Navalného, odletěl do Německa, kde je přivítal kancléř Olaf Scholz. V roce 2024 začal žít v Berlíně, kde i nadále kritizoval autoritářský režim v Rusku a prezidenta Vladimira Putina.